# Laurențiu Buș
Laurențiu Cosmin Buș (Cluj-Napoca, 27 agosto 1987) è un calciatore rumeno, centrocampista del 2018 Rovine.

## Biografia
Ha un fratello minore, Sergiu, anch'egli calciatore.

## Palmarès

### Club

#### Competizioni nazionali
- Campionato rumeno: 1

Oțelul Galați: 2010-2011
- Supercoppa di Romania: 1

Oțelul Galați: 2011